# Futbol'nyj Klub Rotor 2019-2020
Questa voce raccoglie le informazioni riguardanti il Futbol'nyj Klub Rotor nelle competizioni ufficiali della stagione 2019-2020.

## Stagione
L'interruzione del campionato per via della Pandemia di COVID-19 colse il Rotor al primo posto in PFN Ligi, consentendo al club l'accesso alla Prem'er-Liga.

## Maglie
| Manica sinistra · Manica sinistra · Maglietta · Maglietta · Manica destra · Manica destra · Pantaloncini · Pantaloncini · Calzettoni | Manica sinistra · Maglietta · Maglietta · Manica destra · Pantaloncini · Pantaloncini · Calzettoni | Manica sinistra · Manica sinistra · Maglietta · Maglietta · Manica destra · Manica destra · Pantaloncini · Pantaloncini · Calzettoni |

## Rosa
| N. |                       | Ruolo | Calciatore           |
| -- | --------------------- | ----- | -------------------- |
| 1  | Russia (bandiera)     | P     | Yuri Nesterenko      |
| 2  | Russia (bandiera)     | D     | Ilya Ionov           |
| 5  | Russia (bandiera)     | D     | Anton Piskunov       |
| 8  | Russia (bandiera)     | C     | Oleg Aleynik         |
| 10 | Russia (bandiera)     | C     | Albert Sharipov      |
| 13 | Russia (bandiera)     | C     | Sergej Makarov       |
| 15 | Russia (bandiera)     | C     | Azim Fatullaev       |
| 17 | Russia (bandiera)     | C     | Evgeniy Pesegov      |
| 18 | Russia (bandiera)     | A     | Oleg Nikolaev        |
| 21 | Russia (bandiera)     | C     | Artem Samsonov       |
| 22 | Russia (bandiera)     | A     | Mukhammad Sultonov   |
| 24 | Russia (bandiera)     | C     | Daniil Poluboyarinov |
| 25 | Russia (bandiera)     | A     | Artem Popov          |
| 28 | Russia (bandiera)     | D     | Azat Bairyev         |
| 29 | Uzbekistan (bandiera) | D     | Vitalij Denisov      |
| 31 | Russia (bandiera)     | C     | Denis Tkachuk        |
| 32 | Russia (bandiera)     | A     | Anzor Sanaia         |
| 33 | Russia (bandiera)     | D     | Igor Udalyi          |
| 40 | Russia (bandiera)     | P     | Daniil Avdyushkin    |

| N. |                   | Ruolo | Calciatore          |
| -- | ----------------- | ----- | ------------------- |
| 44 | Russia (bandiera) | A     | Sergey Serchenkov   |
| 72 | Russia (bandiera) | A     | Kamil Mullin        |
| 77 | Russia (bandiera) | A     | Nikolay Kipiani     |
| 89 | Russia (bandiera) | A     | Artem Galadzhan     |
| -  | Russia (bandiera) | P     | Miroslav Lobantsev  |
| -  | Russia (bandiera) | D     | Maksim Nenakhov     |
| -  | Russia (bandiera) | D     | Ivan Khomukha       |
| -  | Russia (bandiera) | D     | Maksim Vasiljev     |
| -  | Russia (bandiera) | D     | Aleksandr Dovbnja   |
| -  | Russia (bandiera) | C     | Igor Gorbunov       |
| -  | Russia (bandiera) | C     | Aleksey Evseev      |
| -  | Russia (bandiera) | C     | Vladimir Lobkarev   |
| -  | Russia (bandiera) | C     | Gennadiy Kiselev    |
| -  | Russia (bandiera) | C     | Nikolaj Kuznecov    |
| -  | Russia (bandiera) | C     | Nikita Muromskiy    |
| -  | Russia (bandiera) | A     | Aleksandr Korotaev  |
| -  | Russia (bandiera) | A     | Roman Yanushkovskiy |
| -  | Russia (bandiera) | A     | Eduard Bulia        |

## Risultati

### Campionato
| Arbitro: | Vasili Kazartsev |

|  |           |                                                                  |
|  | Marcatori | 35’ Igor Gorbunov 56’ Igor Gorbunov 79’ (rig.) Vladimir Lobkarev |

| Arbitro: | Sergey Kulikov |

|                                                       |           |                                      |
| Anzor Sanaia 42’ Azat Bairyev 78’ Anzor Sanaia 90'+4’ | Marcatori | 52’ Kirill Saraev 88’ Dmitriy Shilov |

| Arbitro: | Lasha Verulidze |

|  |           |                                                                         |
|  | Marcatori | 38’ Oleg Aleynik 71’ (rig.) Mukhammad Sultonov 90'+4’ Vladimir Lobkarev |

| Arbitro: | Nikolay Voloshin |

|                      |           |  |
| Nikolay Prudnikov 7’ | Marcatori |  |

| Arbitro: | Stanislav Vasiljev |

|                    |           |                  |
| Anton Piskunov 53’ | Marcatori | 9’ Arshak Koryan |

| Arbitro: | Vladimir Seldyakov |

|  |           |                  |
|  | Marcatori | 34’ Kamil Mullin |

| Arbitro: | Ivan Sidenkov |

|  |           |                               |
|  | Marcatori | 83’ (rig.) Mukhammad Sultonov |

| Arbitro: | Pavel Shadykhanov |

|                   |           |                                         |
| Denis Makarov 80’ | Marcatori | 43’ Mukhammad Sultonov 48’ Kamil Mullin |

| Arbitro: | Sergey Cheban |

|                                            |           |                                                       |
| Mukhammad Sultonov 11’ Maksim Nenakhov 50’ | Marcatori | 15’ Aleksey Pugin 39’ Sergey Samodin 80’ Timur Pukhov |

| Arbitro: | Evgeni Kukulyak |

|  |           |                  |
|  | Marcatori | 70’ Anzor Sanaia |

| Arbitro: | Pavel Kukuyan |

|  |           |                                               |
|  | Marcatori | 4’ Igor Lebedenko 90'+4’ Aleksandr Ryazantsev |

| Arbitro: | Sergey Lapochkin |

|                                           |           |                    |
| Marat Shaymordanov 8’ Andrey Pavlenko 29’ | Marcatori | 62’ Anton Piskunov |

| Arbitro: | Anatoliy Zhabchenko |

|                                      |           |  |
| Maksim Nenakhov 66’ Azat Bairyev 74’ | Marcatori |  |

| Arbitro: | Yunus Koshko |

|                             |           |                  |
| Yan Kazaev 87’ Allef 90'+1’ | Marcatori | 51’ Kamil Mullin |

| Arbitro: | Lasha Verulidze |

|                                                                                          |           |                                                          |
| Denis Tkachuk 11’ Igor Gorbunov 13’ Denis Tkachuk 15’ Kamil Mullin 31’ Denis Tkachuk 75’ | Marcatori | 22’ Adlan Katsaev 36’ Adlan Katsaev 45’ Vladislav Bragin |

| Arbitro: | Ivan Sidenkov |

|  |           |                        |
|  | Marcatori | 62’ Mukhammad Sultonov |

| Arbitro: | Stanislav Vasiljev |

|                                       |           |                   |
| Aleksey Evseev 6’ Anzor Sanaia 90'+5’ | Marcatori | 24’ Artur Sagitov |

| Armavir 19 ottobre 2019, ore 16:00 18ª giornata | Armavir           | 0 – 0 referto | Rotor | Stadio Junost (2.834 spett.)\| Arbitro: \| Pavel Shadykhanov \| |
| Arbitro:                                        | Pavel Shadykhanov |               |       |                                                                 |

| Arbitro: | Nikolay Voloshin |

|                                              |           |  |
| Azat Bairyev 7’ Mukhammad Sultonov 9’ (rig.) | Marcatori |  |

| Arbitro: | Anatoliy Zhabchenko |

|  |           |                  |
|  | Marcatori | 15’ Anzor Sanaia |

| Arbitro: | Evgeni Kukulyak |

|                                                |           |                         |
| Mukhammad Sultonov 45’ (rig.) Anzor Sanaia 49’ | Marcatori | 56’ Konstantin Savichev |

| Arbitro: | Sergey Kulikov |

|                        |           |                  |
| Mukhammad Sultonov 67’ | Marcatori | 3’ Egor Kondakov |

| Arbitro: | Anatoliy Zhabchenko |

|  |           |                                                |
|  | Marcatori | 53’ Oleg Aleynik 61’ (rig.) Mukhammad Sultonov |

| Volgograd 17 novembre 2019, ore 15:00 24ª giornata | Rotor         | 0 – 0 referto | Krasnodar-2 | Stadio Zenit (11.261 spett.)\| Arbitro: \| Ivan Sidenkov \| |
| Arbitro:                                           | Ivan Sidenkov |               |             |                                                             |

| Arbitro: | Lasha Verulidze |

|                                   |           |  |
| Azat Bairyev 20’ Kamil Mullin 85’ | Marcatori |  |

| Arbitro: | Aleksey Amelin |

|                  |           |                   |
| Kamil Mullin 31’ | Marcatori | 74’ Merabi Uridia |

| Arbitro: | Stanislav Vasiljev |

|  |           |                  |
|  | Marcatori | 56’ Kamil Mullin |

### Coppa di Russia
| Arbitro: | Anton Frolov |

|                                                  |           |                  |
| Batraz Khadartsev 27’ (rig.) Butta Magomedov 67’ | Marcatori | 24’ Kamil Mullin |